# Enzo Salvatore Brusca
Enzo Salvatore Brusca (San Giuseppe Jato, 29 ottobre 1968) è un mafioso e collaboratore di giustizia italiano.

## Biografia
Figlio di Bernardo Brusca, fratello minore del boss Giovanni Brusca e affiliato alla famiglia mafiosa di San Giuseppe Jato, partecipò alle fasi di preparazione della strage di Capaci e fu, assieme a Vincenzo Chiodo e Giuseppe Monticciolo, l'esecutore materiale dell'omicidio di Giuseppe Di Matteo.
Accusato di cinque delitti (tra cui quello dell'imprenditore Vincenzo Miceli e del giovane Cosimo Fabio Mazzola), venne arrestato il 20 maggio 1996 insieme al fratello Giovanni e condannato a 30 anni di reclusione. Dopo essere divenuto collaboratore di giustizia, rivelando il finto pentimento a fini di depistaggio del fratello Giovanni, entra nel programma di protezione e nel 2003 esce dal carcere per scontare il resto della sua pena in detenzione domiciliare.